# Альберс (Іллінойс)
Альберс (англ. Albers) — селище (англ. village) в США, в окрузі Клінтон штату Іллінойс. Населення — 1121 особа (2020).

## Географія
Альберс розташований за координатами 38°32′43″ пн. ш. 89°36′51″ зх. д. / 38.54528° пн. ш. 89.61417° зх. д. (38.545184, -89.614287).  За даними Бюро перепису населення США в 2010 році селище мало площу 2,19 км², уся площа — суходіл.

## Демографія
Згідно з переписом 2010 року, у селищі мешкало 1190 осіб у 412 домогосподарствах у складі 316 родин. Густота населення становила 543 особи/км².  Було 423 помешкання (193/км²).
Расовий склад населення:
| - 95,7 % — білих - 0,2 % — корінних американців - 0,2 % — чорних або афроамериканців - 0,1 % — азіатів - 2,1 % — осіб інших рас |

До двох чи більше рас належало 1,8 %. Частка іспаномовних становила 4,5 % від усіх жителів.
За віковим діапазоном населення розподілялося таким чином: 28,3 % — особи молодші 18 років, 62,7 % — особи у віці 18—64 років, 9,0 % — особи у віці 65 років та старші. Медіана віку мешканця становила 33,9 року. На 100 осіб жіночої статі у селищі припадало 105,5 чоловіків;  на 100 жінок у віці від 18 років та старших — 101,7 чоловіків також старших 18 років.
Середній дохід на одне домашнє господарство  становив 86 123 долари США (медіана — 73 906), а середній дохід на одну сім'ю — 98 719 доларів (медіана — 85 893). Медіана доходів становила 50 699 доларів для чоловіків та 39 063 долари для жінок. За межею бідності перебувало 3,7 % осіб, у тому числі 2,0 % дітей у віці до 18 років та 20,7 % осіб у віці 65 років та старших.
Цивільне працевлаштоване населення становило 616 осіб. Основні галузі зайнятості: освіта, охорона здоров'я та соціальна допомога — 31,2 %, роздрібна торгівля — 12,7 %, виробництво — 11,5 %.